# José María Escrivá de Romaní y Dusay
José María Escrivá de Romaní y Dusay (Barcelona, 1825-Barcelona, 1890) fue un político y académico español. Ostentó, entre otros, el título nobiliario de marqués de Monistrol.

## Biografía
Nacido el 26 de junio de 1825 en Barcelona, era hijo mayor de Joaquín Escrivá de Romaní y de Taberner, barón de Beniparell, y de María Francisca de Dusay, marquesa de Monistrol. Grande de España, además del título de marqués de Monistrol de Noya, ostentó los de marqués de San Dionis y barón de Beniparrell. Contrajo matrimonio en 1857 con María Antonia de Alagón Fernández de Córdoba Bernáldez de Quirós, decimoquinta condesa de Sástago e hija de los marqueses de Monreal y de Santiago. Estuvo afiliado al partido conservador y fue senador vitalicio de 1845 a 1868, electivo en 1876 y vitalicio desde 1877.
Gentilhombre, grande de España y vicepresidente, o presidente, según la fuente, del Real Consejo de Sanidad, y de la sección primera del Consejo de Agricultura y de la comisión central de defensa de la filoxera. También fue maestrante de Valencia, caballero del collar y gran cruz de Carlos III, vocal de la suprema Asamblea de la Orden, gran cruz de la Concepción de Villaviciosa de Portugal, presidente del Instituto Oftálmico, miembro de la Real Academia de la Historia y de las de Geografía de Méjico y de Higiene pública de Bruselas, además de miembro de número de la Real Academia de San Fernando. En su recepción en esta última leyó en 1868 un discurso sobre la arquitectura ojival. Escribió contestaciones a los discursos de recepción de Tubino y Rada y Delgado. En el Museo Español de Antigüedades publicó algunas monografías y en 1881 dio a luz al folleto «Petites pages de histoire.—D. Carlos—La victoire de Lacar».
Falleció el 6 de marzo de 1890 en su ciudad natal, a causa de un «catarro pulmonar». Al morir solo tenía un hijo: el marqués de Aguilar, diputado a Cortes por el distrito de Olot, casado con una hija del marqués de Sentmenat.